# Antocha flavidibasis
Antocha flavidibasis là một loài ruồi trong họ Limoniidae. Chúng phân bố ở miền Cổ bắc.